# Phuentshogpelri-Samtse
 (février 2024).
La circonscription de Phuentshogpelri-Samtse est une circonscription qui couvre une partie du district (dzongkhags) de Samtse, au Bhoutan. 
La circonscription est créée à la suite de la transition de ce royaume vers une monarchie parlementaire, et le début de la démocratie. Les premières élections dans la circonscription ont lieu le 24 mars 2008.

## Historique des députés
| Législature | Législature | Député | Député               | Groupe parlementaire         |                             |
| ----------- | ----------- | ------ | -------------------- | ---------------------------- | --------------------------- |
|             | Ire         |        | Prahlad Gurung       | Parti vertueux du Bhoutan    |                             |
|             | IIe         |        | Dina Nath Dhungyel   | Parti démocratique populaire |                             |
|             | IIIe        |        | Ganesh Ghimiray (en) | Parti de l'unité du Bhoutan  | Parti de l'unité du Bhoutan |

## Historique des élections

### Élections législatives de 2008
| Candidats | Candidats        | Partis                       | Voix  |
| --------- | ---------------- | ---------------------------- | ----- |
|           | Prahlad Gurung   | Parti vertueux du Bhoutan    | 4 021 |
|           | Chungdu Tshering | Parti démocratique populaire | 3 072 |
| Total     | Total            | Total                        | 7 093 |

### Élections législatives de 2013
| Candidat | Candidat           | Partis                       | Premier tour | Premier tour | Second tour | Second tour |
| Candidat | Candidat           | Partis                       | Voix         | %            | Voix        | %           |
| -------- | ------------------ | ---------------------------- | ------------ | ------------ | ----------- | ----------- |
|          | Dina Nath Dhungyel | Parti démocratique populaire | 1 798        | 32,1         | 4 977       | 70,5        |
|          | Rebecca Gurung     | Parti vertueux du Bhoutan    | 2 053        | 36,7         | 2 086       | 29,5        |
|          | Samten Lepcha      | Parti du peuple du Bhoutan   | 1 133        | 20,3         |             |             |
|          | Kamal D Chamling   | Parti de l'unité du Bhoutan  | 611          | 10,9         |             |             |
| Total    | Total              | Total                        | 5 595        | 100          | 7 063       | 100         |

### Élections législatives de 2018
| Candidat | Candidat             | Partis                        | Premier tour | Premier tour | Second tour | Second tour |
| Candidat | Candidat             | Partis                        | Voix         | %            | Voix        | %           |
| -------- | -------------------- | ----------------------------- | ------------ | ------------ | ----------- | ----------- |
|          | Ganesh Ghimiray (en) | Parti de l'unité du Bhoutan   | 2 045        | ?            | 5 069       | ?           |
|          | Kamal Dan Chamling   | Parti vertueux du Bhoutan     | 963          | ?            | 2 557       | ?           |
|          | ?                    | Parti démocratique populaire  | 2 463        | ?            |             |             |
|          | ?                    | Parti de l'égalité du Bhoutan | 1 054        | ?            |             |             |
| Total    | Total                | Total                         | 6 525        | 100          | 7 626       | 100         |